# SkyOS
SkyOS er et proprietært styresystem udviklet af Robert Szeleney. Han startede udviklingen i 1996, men det der skulle være version 5.0 er i stedet blevet en total omskrivning af hele styresystemet. Denne udvikling er fortsat i gang, og SkyOS har de sidste 3-4 år været i betafase. Styresystemet startede som et hobby-OS, men er nu blevet kommercielt. En LiveCD-udgave er blevet lovet i den nærmere fremtid.
Der er understøttelse for flerprocessorsystemer, et integreret multimedia subsystem og et 64-bit filsystem. Filsystemet var oprindelig en lettere modificeret udgave af OpenBFS (fra HaikuOS, også kendt som OpenBEOS), men er senere blevet til sit eget specielle filsystem, kaldet SkyFS.
Det understøtter stort set POSIX-standarden, og kommer med størstedelen af GNU-værktøjerne, bl.a. GCC. Pga. POSIX-understøttelsen og porteringen af GTK+ (GIMP Toolkit), er en række Linux- og Unixprogrammer blevet porteret, bl.a. AbiWord and Gaim, samt spil som OpenTTD og Quake. Første kommercielle program er Pixel billedebehandlingsprogrammet.
I skrivende stund (januar 2006) har SkyOS tilstrækkelig mange drivere til at kunne køre på de fleste PC'er. Ikke alle typer af enheder er understøttet, bl.a. er der ikke understøttelse for printere, scannere og FireWire-enheder. SkyOS har en god understøttelse af de fleste grafikkort i 2D-tilstand eller VESA-tilstande, men kan ikke gøre brug af 3D-hardwaren som findes i de fleste moderne grafikkort som nVidias GeForce-serie og ATIs Radeon-serie. Dette er en tilbagevendende situation for små styresystemer, der oftest ikke har tilstrækkelig mange brugere til at skabe interesse for driverudvikling blandt leverandørerne.
SkyOS har programmer for de mest almindelige opgaver på en skrivebordspc. En komplet kontorpakke er for tiden under udvikling, og Mozilla Firefox, Mozilla Thunderbird, samt Nvu blevet porteret. Dertil kommer, at en række tredjepartsudviklere har lavet en række programmer og spil specielt til SkyOS.
SkyOS har – som mange andre lignende projekter – et lille, levende og trofast miljø, der arbejder tæt sammen med udviklerne af SkyOS. SkyOS er bl.a. blevet oversat til en lang række sprog, de nyeste er tyrkisk og arabisk, og dansk blev føjet til i slutningen af december 2005.